# 丼物
丼物（日语：／ Donburimono ?），多簡稱為丼 ，是對於蓋澆飯類之日本料理的通稱，通常以較大尺寸的碗盛裝米飯並蓋上魚肉、肉類、蔬菜或者其他燉煮料理而成。丼物在日本是一種相當普及的大眾料理，同時各家大型日式快餐店都有販售，甚至是以丼物作為主力產品販售。根據不同季節、配料、地區和主要推廣食材丼物類型的料理往往有不同的味道，但絕大多數都是利用水、糖、醬油與味醂來調配湯汁，而依照丼物的不同則有不一樣的搭配方法。

## 讀音
「丼」，《集韻》《字彙》“都感切”，按中古音到現代各地方音的演變規律：中古擬音：tomx ，粵語讀作dam2，南京話讀作dang3 ，台語及閩南語讀作tôm ，日語音讀讀作don（どん），韓語讀作tam（탐），越南語讀作đảm。
在現代標準漢語（國語）中，丼字讀作ㄉㄢˇ，而台灣教育部亦取日語諧音讀作ㄉㄨㄥˋ。

## 歷史
在日語中「丼」一詞並非和製漢字，而是來自於中國。日文是用來形容石頭落入井時所發出的聲音之擬聲詞。「丼」中文原意同樣是物體投入井中所發出的聲音。通常會依照碗內所裝盛的食物名稱來為丼物命名，並將該料理稱為「某某丼」。在許多日本料理之中，丼物的飲食作法擁有其長遠的歷史，其中最早室町時代的「芳飯」（類似茶泡飯）便與丼物有所關聯。而早期的丼物類型如於江戶時代末期所發明的深川丼，以及大約於19世紀初開始廣為傳播的鰻丼等。由於丼物能夠讓人在繁忙的時候迅速且便利地食用，很快地這類型料理便於社會各個階層中傳播開來。包含明治時代的牛丼與他人丼、1891年發明混合雞肉與雞蛋的親子丼，以及1913年時所發明搭配醬料的豬排飯等。隨著時代的演進，日本社會也不斷發展出新的丼物類型料理並且被廣為傳播著。

## 食物

### 主要作法
丼物可以包含許多各式各樣的食材，甚至是前一道料理所剩下的食材或者是吃剩的肉類與蔬菜，不過最常出現的食材仍然是肉類食物。整體來講丼物的準備速度可以十分快，例如只需要準備稍微炒熱洋蔥並加上數塊煮熟的雞肉（或者是牛肉、豆腐等等），再與出汁、醬油、味醂與日本清酒一同烹煮過後，加入蛋打碎後取得的蛋清與蔥花後便可以組成簡單的丼物。而根據不同季節、配料、地區和主要推廣食材丼物類型的料理往往有不同的味道，但絕大多數都是利用水、糖、醬油與味醂來調配出汁，並且依照丼物的不同針對醬汁的調配便有不同的搭配方法。
此外在日本一些較為廉價的中國菜餐廳也推出所謂的中華丼或者是五目中華丼，作法則是將炒什錦蔬菜、肉類料理與米飯混合在一起食用。另外一種與丼物相似同樣將配料灑在盛在碗裏的米飯還有散壽司，兩者差別在於後者主要是以新鮮魚肉為主，並且所使用的米飯為壽司常用的醋飯。而在日本以外地區也有如丼物般的料理出現，例如中亞地區的麵條食物拉條子、韓國的朝鮮拌飯、臺灣的滷肉飯（台湾風豚丼）以及美國夏威夷州的夏威夷漢堡飯等。

### 食用方法
古代日本上流階層主要是將作為主食的米飯與配菜分開食用，並且基本上希望食用者能夠一口口食用個別盤子所裝盛的菜餚；這也使得到了今日仍有些人對於義大利的披薩或者是英國的三明治等料理感到莫名其妙，認為其違反了日本傳統主食與配菜分開的原則；同樣地，過去不少人也將把米飯和許多配料放在同一個碗的丼物視為一種不禮貌的吃法。但是到了今日日本社會對於同樣將米飯和配菜混在一起的丼物則較少有批評聲音，並且多將丼物視為一種極為簡便且能夠快速食用的餐點看待，一些評論家則認為醬汁滲入米飯反而促使料理更加美味，許多餐廳也陸陸續續推出各式各樣結合不同料理的丼物。有些餐廳則在在裝盛丼物的碗上還會提供蓋子，主要原因在於某些丼物在這簡短蒸的過程中能夠讓料理更為美味，但是在某些情況下也可能會破壞食物於口中酥脆的口感。

### 常見變化
| 食物圖片 | 丼物名稱       | 食物圖片 | 丼物名稱   |
| -------- | -------------- | -------- | ---------- |
|          | 鮭魚卵丼（いくら丼）   |          | 鰻丼       |
|          | 海老丼         |          | 海膽丼     |
|          | 親子丼         |          | 海鮮丼     |
|          | 搔揚丼         |          | 豬排丼     |
|          | 新鮮牛丼       |          | 牛丼       |
|          | 醬料豬排丼（ソースカツ丼） |          | 他人丼     |
|          | 中華丼         |          | 鐵火丼     |
|          | 天津飯         |          | 天丼       |
|          | 三色丼         |          | 鮭魚親子丼 |
|          | 深川丼         |          | 豚丼       |
|          | 柳川鍋         |          | 目玉焼丼   |

### 引用
1. 1 2  . Japan Travel and Living Guide.   [2012年9月26日]. （原始内容存档于2020年11月14日） （英语）.
2. ↑  臺灣閩南語常用詞辭典
3. ↑  .   [2021-04-09]. （原始内容存档于2021-02-22）.
4. ↑  蕭涵云. . 今日新聞 NOWNEWS. 2022-01-01  [2022-01-13]. （原始内容存档于2022-05-26） （中文（臺灣））.
5. ↑  康熙字典. 清. 中国哲学书电子化计划 （页面存档备份，存于）
6. ↑  Harumi Kurihara. . Kitchen Musings. 2011年7月24日  [2012年9月26日]. （原始内容存档于2012年7月9日） （英语）.
7. ↑  Shizuo Tsuji; Mary Sutherland. . 美國紐約: Kodansha Comics USA. 9 February 2007: 283  [2021-07-04]. ISBN 978-4-7700-3049-8. （原始内容存档于2021-07-27） （英语）.